# HD 3322
HD 3322 är en dubbelstjärna belägen i den södra delen av stjärnbilden Andromeda, som också har variabelbeteckningen PY Andromedae. Den har en skenbar magnitud av ca 6,51 och kräver åtminstone en handkikare för att kunna observeras. Baserat på parallaxmätning inom Hipparcosuppdraget på ca 4,6 mas, beräknas den befinna sig på ett avstånd på ca 700 ljusår (ca 220 parsek) från solen. Den rör sig bort från solen med en heliocentrisk radialhastighet på ca +4 km/s.

## Egenskaper
Primärstjärnan HD 3322 A är en blå till vit jättestjärna av spektralklass B8 IIIp HgMn, som anger att den är en kemiskt ovanlig kvicksilver-mangan-stjärna. Den har en massa som är ca 3,7 solmassor, en radie som är ca 5 solradier och har ca 250 gånger solens utstrålning av energi från dess fotosfär vid en genomsnittlig effektiv temperatur av ca 12 900 K.
HD 3322 är ett enkelsidig spektroskopisk dubbelstjärna med en omloppsperiod på ca 400 dygn och en excentricitet på 0,57. Catalano och Leone (1991) anger den till att vara en Alfa2 Canum Venaticorum-variabel med en period av 4,6904 dygn.